# 恺撒·罗摩洛
小塞萨尔·胡利奥·罗梅罗（英語：Cesar Julio Romero Jr.，1907年2月15日—1994年1月1日）是美国的演员、歌手、舞蹈家、人声艺术家和喜剧演员。他的身影活跃在电影、电台、电视等领域六十余载。他荧幕上的角色有许多，其中最知名的是《蝙蝠侠》电视剧中所饰演的小丑一角，2013年被《电视指南》评为“史上最令人毛骨悚然的60大反派”。